# Masaharu Nishi
Masaharu Nishi (jap. 西 政治, Nishi Masaharu; * 29. Mai 1977 in Fukuoka) ist ein ehemaliger japanischer Fußballspieler auf der Position eines Abwehrspielers.

## Karriere

### Verein
Masaharu Nishi spielte von 1996 bis 1998 für den japanischen Erstligisten Avispa Fukuoka, wo er auf 15 Einsätze kam. 2003 unterschrieb er bei Zweitligisten Ventforet Kofu, kam dort aber nur einmal zum Einsatz.

### Nationalmannschaft
Mit der japanischen U-20-Nationalmannschaft qualifizierte er sich für die Junioren-Fußballweltmeisterschaft 1997 und machte sein einziges WM-Spiel beim 1:2 gegen Spanien.